# Medale kampanii brytyjskich

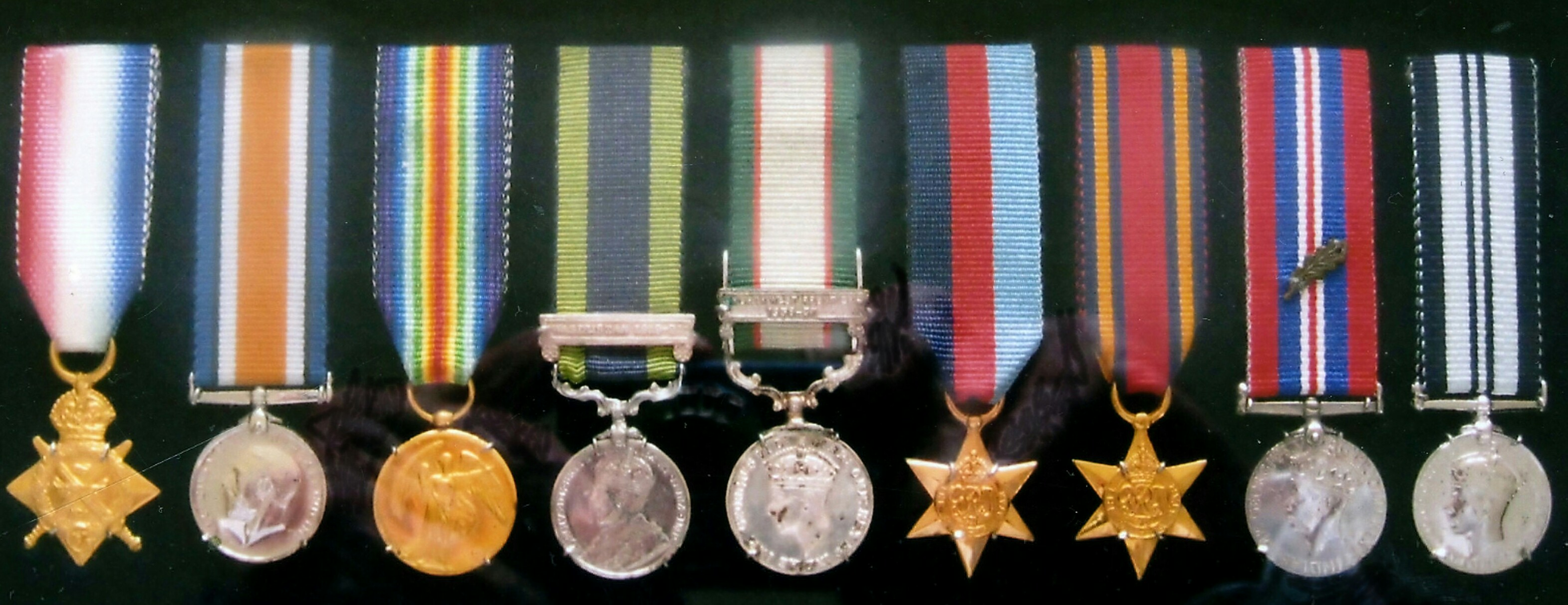
9 medali kampanii brytyjskich:
Gwiazda 1914–15
Medal Wojenny Brytyjski
Medal Zwycięstwa
Medal Służby Ogólnej w Indiach (1908–1935) z okuciem „WAZIRISTAN”
Medal Służby Ogólnej w Indiach (1936–1939) z okuciem „NORTH WEST FRONTIER 1936-37”
Gwiazda za Wojnę 1939–1945
Gwiazda Birmy
Medal Wojny 1939–1945 z emblematem MiD
Medal Służby w Indiach (1939–1945)

Medale kampanii brytyjskich – brytyjskie odznaczenia wojskowe (medale i gwiazdy) nadawane żołnierzom oraz cywilom uczestniczącym w konkretnych konfliktach zbrojnych na przełomie dziejów Imperium brytyjskiego.
Wszystkie brytyjskie medale kampanii wykonane są ze srebra, chyba że ich regulamin stanowi inaczej.

## Dodatkowe emblematy i kolejność starszeństwa
Za niektóre pojedyncze bitwy uczestnicy mogą otrzymać jako nagrodę pamiątkowe listewki (okucia) do mocowania na wstążkach odpowiednich medali.
Za dzielność lub inne osiągnięcia w służbie żołnierze mogą być nagrodzeni wymienieniem w sprawozdaniu (MiD – Mentioned in Despatches). Otrzymują wówczas zaświadczenie uprawniające do noszenia metalowego emblematu w kształcie liścia dębu (OLE – oak leaf emblem) na wstążce medalu, który otrzymali za udział w danej kampanii wojennej. W okresie 1914–1993 emblemat dębowego liścia był brązowy, od 1939 taką nagrodą dla cywili stał się srebrny emblemat w kształcie gałązki laurowej, a od 1993 MiD istnieje jedynie w formie srebrnego liścia dębowego, wyłącznie jako nagroda za dzielność podczas akcji w bezpośrednim kontakcie z wrogiem.
W kolejności starszeństwa brytyjskich odznaczeń medale i gwiazdy kampanii brytyjskich zajmują miejsce po odznaczeniach za dzielność lub wybitne zachowanie (np. Medal Królowej dla Dowódców), a przed Medalem Polarnym. Względem siebie noszone są według daty kampanii.

## Lista medali

### Najstarsze medale (według daty kampanii)
| Nazwa medalu (data kampanii)          | baretka/sznur |
| ------------------------------------- | ------------- |
| Medal Drake’a (1575)                  |               |
| Medal Armady (1588)                   |               |
| Medal Morski Karola I (1637)          |               |
| Medal Fairfaxa za Naseby (1645)       |               |
| Medal Morski Wspólnoty Narodów (1649) |               |
| Medal Wyarda (1650)                   |               |
| Medal Dunbaru (1650)                  |               |
| Medal Holandii (1653)                 |               |
| Medal Złoty dla Oficerów (1653)       |               |
| Medal Marynarzy (1653)                |               |
| Medal Triumph’a (1653)                |               |
| Medal Klejnot Blake’a (1657)          |               |
| Medal Karola II (1665)                |               |
| Medal La Hogue (1692)                 |               |
| Medal Złoty Specjalny (1694)          |               |
| Medal Wojenny dla Rybaków (1689–1702) |               |
| Medal Królowej Anny (1702)            |               |
| Medal Złoty Lampriere’a (1703)        |               |
| Medal Granville (1703)                |               |
| Medal Zajęcia Gibraltaru (1704)       |               |
| Medal Boya za Waleczność (przed 1714) |               |
| Medal Jerzego I (1715)                |               |
| Medal Jerzego II (1739)               |               |
| Medal Złoty Callisa (1742)            |               |
| Medal i Łańcuch Hornby’ego (1744)     |               |
| Medal Cullodenu (1746)                |               |
| Medal Louisburgu (1756–1763)          |               |
| Medal Wojen Karibskich (1773)         |               |
| Medal Dekanu (1778–1784) – BKWI       |               |
| Medal Majsuru (1790–1792) – BKWI      |               |
| Medal „Chwalebnego 1. Czerwca 1794”   |               |
| Medal Cejlonu (1795–1796) – BKWI      |               |
| Medal Wyspy Saint Vincent (1795)      |               |
| Medal Złoty Morski (1796)             |               |
| Medal Saint Vincent (1797)            |               |
| Medal Camperdown (1797)               |               |
| Medal Soho (1798)                     |               |
| Medal Kalkuty (1798)                  |               |
| Medal Davisona (1798)                 |               |
| Medal Nilu (1798)                     |               |
| Medal Nilu Davisona (1798)            |               |
| Medal Kopenhagi (1801)                |               |
| Medal Trafalgaru (1805)               |               |
| Medal Śmierci Nelsona (1805)          |               |
| Medal Złoty za Trafalgar (1805)       |               |
| Medal Trafalgaru Boultona (1805)      |               |
| Medal Trafalgaru Davisona (1805)      |               |
|                                       |               |

### Ustanowione w latach 1843–1913 (według dat kampanii)
| Nazwa medalu (data kampanii)                              | baretka/sznur        |
| --------------------------------------------------------- | -------------------- |
| Medal Służby Ogólnej Wojskowej (1793–1814)                |                      |
| Medal Służby Ogólnej Morskiej (1793–1840)                 |                      |
| Medal Seringapatamu (1799) – BKWI                         |                      |
| Medal Armii Indii (1799–1828) – BKWI                      |                      |
| Medal Egiptu (1801) – BKWI                                |                      |
| Medal Trafalgaru (1805)                                   |                      |
| Medal Półwyspu (1806–1814)                                |                      |
| Krzyż Złoty Półwyspu (1806–1814)                          |                      |
| Medal Maidy (1806)                                        |                      |
| Medal Rodriguezy, Burbonu i Mauritiusa (1810) – BKWI      |                      |
| Medal Jawy (1811) – BKWI                                  |                      |
| Medal Nepalu (1814–1816) – BKWI                           |                      |
| Medal Waterloo (1815)                                     |                      |
| Medal Cejlonu (1818) – BKWI                               |                      |
| Medal Birmy (1824–1826) – BKWI                            |                      |
| Medal Kurgu (1837) – BKWI                                 |                      |
| Medal Guznee (1839) – BKWI                                |                      |
| Medal Chin (1841–1842)                                    |                      |
| Medal Kandaharu, Guznee i Kabulu (1842) – BKWI            |                      |
| Medal Guznee i Kabulu (1842)                              |                      |
| Medal Kabulu (1842)                                       |                      |
| Medal Kandaharu (1842)                                    |                      |
| Medal Dżelalabadu (1842) – BKWI                           |                      |
| Medal Kelat-i-Gilzia (1842) – BKWI                        |                      |
| Gwiazda Maharajpuru (1843) – BKWI                         |                      |
| Gwiazda Penniaru (1843) – BKWI                            |                      |
| Medal Meeane’u (1843) – BKWI                              |                      |
| Medal Hajderabadu (1843) – BKWI                           |                      |
| Medal Meeane’u – Hajderabadu (1843) – BKWI                |                      |
| Medal Kampanii nad Satledżem (1845–1946) – BKWI           |                      |
| Medal Nowej Zelandii (1845–1866)                          |                      |
| Medal Pendżabu (1848–1849) – BKWI                         |                      |

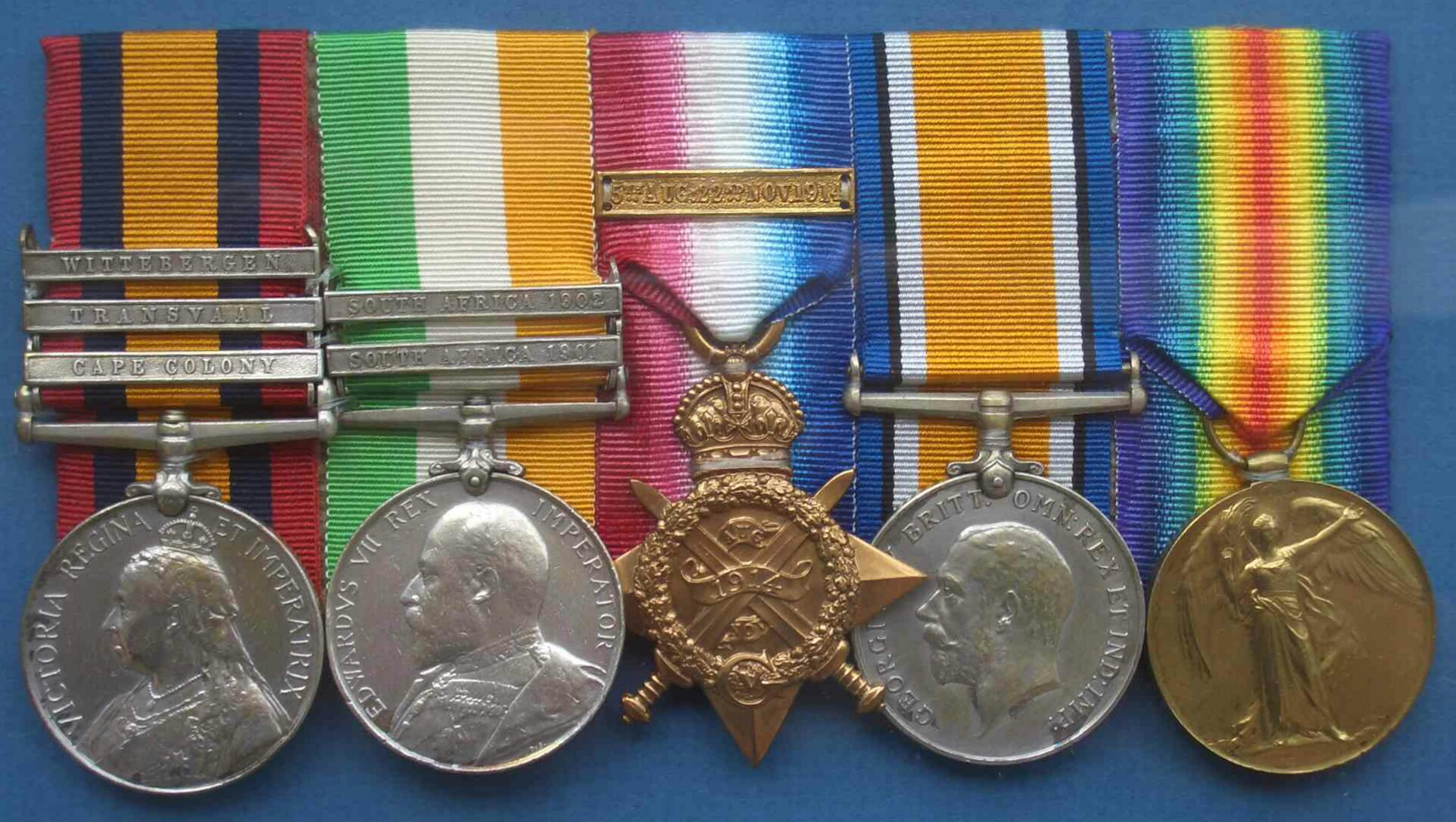
5 medali kampanii brytyjskich:
Medal Afryki Południowej (1899–1902) z trzema okuciami „CAPE COLONY”, „TRANSVAL” i „WITTENBERGEN”
Medal Afryki Południowej (1901–1902) z dwoma okuciami „SOUTH AFRICA 1901” i „SOUTH AFRICA 1902”
Gwiazda 1914 z okuciem „5..AUG.22..NOV.1914”
Medal Wojenny Brytyjski (1914–1918)
Medal Zwycięstwa (1919)

| Medal Służby Ogólnej w Indiach (1852–1895)                |                      |
| Medal Afryki Południowej (1834–1853)                      |                      |
| Medal Afryki Południowej (1877–1879)                      |                      |
| Medal Bałtyku (1854–1855)                                 |                      |
| Medal Krymu (1854–1856)                                   |                      |
| Medal Rozruchów w Indiach (1857–1858) – BKWI              |                      |
| Medal Chin (1857–1860)                                    |                      |
| Medal Służby Ogólnej w Kanadzie (1866–1870)               |                      |
| Medal Abisynii (1867–1868)                                |                      |
| Medal Aszanti (1874–1894)                                 |                      |
| Medal Afganistanu (1878–1880)                             |                      |
| Gwiazda Kandaharu (1880)                                  |                      |
| Medal Przylądka Dobrej Nadziei (1880–1887)                |                      |
| Medal Egiptu (1882–1889)                                  |                      |
| Medal Kanady Północno-Zachodniej (1885)                   |                      |
| Medal Afryki Wschodniej i Zachodniej (1887–1900)          |                      |
| Medal Afryki Wschodniej i Zachodniej (1890–1900)          |                      |
| Odznaka Hunzy-Nagaru (1891)                               | (klamra bez wstążki) |
| Medal Kompanii Brytyjskiej Południowo-Afrykańskiej (1891) |                      |
| Medal Afryki Środkowej (1894–1898)                        |                      |
| Medal Służby Ogólnej w Indiach (1895–1898)                |                      |
| Gwiazda Aszanti (1896)                                    |                      |
| Medal Kompanii Królewskiej w Nigerii (1896–1997)          |                      |
| Medal Sudanu (1896–1998)                                  |                      |
| Medal Kompanii Brytyjskiej Borneo Północnego (1897–1898)  |                      |
| Medal Afryki Wschodniej i Centralnej (1897–1899)          |                      |
| Medal Morza Śródziemnego (1899)                           |                      |
| Gwiazda Kimberleya (1899–1900)                            |                      |
| Medal Afryki Południowej (1899–1902)                      |                      |
| Medal Transportów (1899–1902)                             |                      |
| Medal Aszanti (1900)                                      |                      |
| Medal Chin (1900–1902)                                    |                      |
| Medal Afryki Południowej (1901–1902)                      |                      |
| Medal Służby Ogólnej w Afryce (1902–1918)                 |                      |
| Medal Tybetu (1903–1904)                                  |                      |
| Medal Powstania Tubylców w Natalu (1906)                  |                      |
| Medal Służby Ogólnej w Indiach (1908–1935)                |                      |
| Medal Służby Ogólnej Morskiej (1909–1915)                 |                      |

#### Medale egipskie dla wojsk brytyjskich
| Nazwa medalu (data kampanii) | kampania                                                   | baretka |
| ---------------------------- | ---------------------------------------------------------- | ------- |
| Gwiazda Kedywa (1882)        | wojna brytyjsko-egipska, powstanie Mahdiego (1882–1891)    |         |
| Medal Sudanu (1897)          | końcowa faza powstania Mahdiego, odzyskanie Dongoli (1896) |         |
| Medal Sudanu (1910)          | służba na terenie Sudanu Anglo-Egipskiego (1911–1926)      |         |

#### Medale tureckie dla wojsk brytyjskich
| Nazwa medalu (data kampanii)      | kampania                                | baretka                      |
| --------------------------------- | --------------------------------------- | ---------------------------- |
| Medal Kampanii Syryjskiej (1840)  | druga wojna turecko-egipska (1839–1841) | różowa z białymi paskami     |
| Medal Wojny Krymskiej (1855)      | wojna krymska (1853–1856)               |                              |
| Medal Wojny Czarnogórskiej (1862) | wojna turecko-czarnogórska (1861–1862)  | czerwona z zielonymi paskami |

### I wojna światowa i okres międzywojenny (1914–1939)
| Nazwa medalu                                             | baretka |
| -------------------------------------------------------- | ------- |
| Gwiazda 1914                                             |         |
| Gwiazda 1914–15                                          |         |
| Medal Wojenny Brytyjski (1914–1918)                      |         |
| Medal Wojenny Wojsk Terytorialnych (1914–1919)           |         |
| Medal Wojenny Marynarki Handlowej (1914–1918)            |         |
| Medal Kompanii Brytyjskiej Borneo Północnego (1914–1918) |         |
| Medal Służby Ogólnej (1918–1962)                         |         |
| Medal Międzyaliancki Zwycięstwa (1919–1920)              |         |
| Medal Służby Ogólnej w Indiach (1936–1939)               |         |

### II wojna światowa (1939–1945)
| Nazwa medalu                                        | baretka |
| --------------------------------------------------- | ------- |
| Medal Służby Ogólnej (1918–1962)                    |         |
| Gwiazda za Wojnę 1939–1945                          |         |
| Gwiazda Atlantyku                                   |         |
| Gwiazda Afryki                                      |         |
| Gwiazda Birmy                                       |         |
| Gwiazda Pacyfiku                                    |         |
| Gwiazda Francji i Niemiec                           |         |
| Gwiazda Lotniczych Załóg w Europie                  |         |
| Gwiazda Arktyki                                     |         |
| Gwiazda Italii                                      |         |
| Medal Obrony                                        |         |
| Medal Wojny 1939–1945                               |         |
| Medal Służby w Indiach 1939–1945                    |         |
| Medal Służby Kanadyjskich Ochotników                |         |
| Medal Służby w Afryce                               |         |
| Medal Australijski Służby 1939–1945                 |         |
| Medal Nowozelandzki Służby Wojennej 1939–1945       |         |
| Medal Służby Wojennej w Afryce Południowej          |         |
| Medal Służby w Rodezji Południowej                  |         |
| Medal Wojenny Służby Ochotniczej w Nowej Fundlandii |         |

### Okres powojenny od 1946 i XXI wiek
| Nazwa medalu                                                   | kampania                                                      | baretka |
| -------------------------------------------------------------- | ------------------------------------------------------------- | ------- |
| Medal Służby Ogólnej (1918–1962)                               | (różne)                                                       |         |
| Medal Korei 1950–53                                            | wojna koreańska                                               |         |
| Medal Służby Ogólnej (1962)                                    | (różne)                                                       |         |
| Medal Wietnamu (1964–1973)                                     | wojna wietnamska (dla personelu z Australii i Nowej Zelandii) |         |
| Medal Rodezji (1980)                                           | wojna rodezyjska                                              |         |
| Medal Atlantyku Południowego (1982)                            | wojna o Falklandy                                             |         |
| Medal Wojny w Zatoce (1992)                                    | I wojna w Zatoce Perskiej                                     |         |
| Medal Służby Kampanii Skumulowanych (1994)                     | (różne)                                                       |         |
| Medal Służby Operacyjnej (2000)                                | (różne)                                                       | (różne) |
| Medal Służby Operacyjnej w Sierra Leone 2000                   | UNAMSIL                                                       |         |
| Medal Służby Operacyjnej w Afganistanie 2002                   | Inwazja na Afganistan (2001–2002)                             |         |
| Medal Służby Operacyjnej w Demokratycznej Republice Konga 2003 | II wojna domowa w Kongu                                       |         |
| Medal Iraku (2004)                                             | II wojna w Zatoce Perskiej                                    |         |
| Medal Służby Rekonstrukcyjnej w Iraku (2004)                   | II wojna w Zatoce Perskiej                                    |         |
| Medal Służby Ogólnej (2008)                                    | (różne)                                                       |         |
| Medal Służby Cywilnej w Afganistanie (2011)                    | Inwazja na Afganistan (2001–2002)                             |         |
| Medal Eboli za Służbę w Afryce Zachodniej (2014–2016)          | Epidemia Eboli 2013–2016                                      |         |
| Medal Służby Operacyjnej w Iraku i Syrii (2017)                | Operacja Shader od 2014                                       |         |